# Catherine Schell

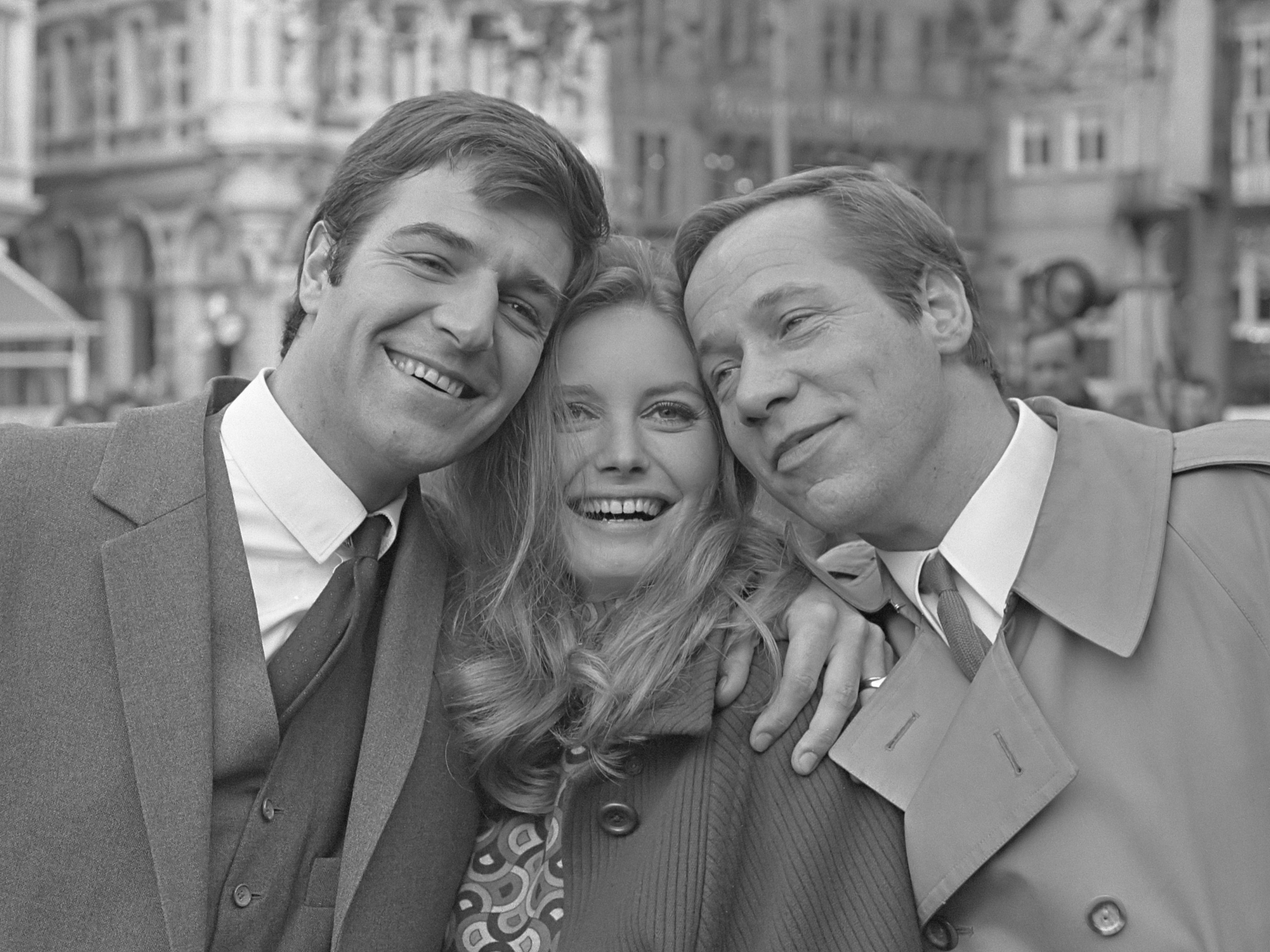
Guido de Moor, Catherine von Schell und Piet Römer (1967)

Catherine Schell, auch Catherina von Schell (* 17. Juli 1944 in Budapest, Ungarn), eigentlich Katherina Schell von Bauschlott, ist eine britische Schauspielerin.

## Leben
Catherine von Schell wurde in Ungarn als Tochter des Barons Paul von Schell Bauschlott geboren. Dieser war ein angesehener Diplomat, dessen Besitztümer im Zweiten Weltkrieg von den Nazis konfisziert wurden. Nachdem die Kommunisten in Ungarn 1948 die Macht übernommen hatten, suchte die Familie Asyl in Österreich. 1950 emigrierte sie in die USA und Baron von Schell Bauschlott verzichtete auf seinen Titel, um Bürger der Vereinigten Staaten zu werden. Catherine besuchte in New York die Schule. 1957 zog die Familie nach München, wo der Vater eine Arbeit bei Radio Free Europe annahm. In München entdeckte Catherine dann ihr Interesse an der Schauspielerei und nahm Unterricht an der Otto-Falckenberg-Schule.
Ihr Filmdebüt hatte sie 1964 als Catherine von Schell im Abenteuerfilm Lana – Königin der Amazonen. Bei den Dreharbeiten zum Krimi Amsterdam Affair lernte sie 1968 den Schauspieler William Marlowe kennen. Sie heiratete ihn und das Paar zog nach London. 1969 wirkte sie in den Filmen Banditen auf dem Mond und dem James-Bond-Film Im Geheimdienst Ihrer Majestät mit. Es folgten 1974 Callan und The Black Windmill; den größten Eindruck allerdings hinterließ sie in Der rosarote Panther kehrt zurück (1975) mit Peter Sellers. Aber auch durch Fernsehserien wie Die 2 (1971), Gene Bradley in geheimer Mission (1972) sowie die Science-Fiction-Serie Mondbasis Alpha 1 (1975) mit Barbara Bain und Martin Landau, in der sie die Außerirdische Maya verkörpert, machte sich Schell einem breiten Publikum bekannt. 1977 ließ sie sich von William Marlowe scheiden. Im selben Jahr lernte sie den britischen Fernsehregisseur Bill Hays kennen, den sie 1982 heiratete. Zusammen arbeiteten sie in dem Film A Month in the Country (1984).
Aufgrund nachlassender Rollenangebote zog sich Catherine Schell in den 1990er Jahren aus der Schauspielerei zurück und eröffnete gemeinsam mit ihrem Mann eine Pension in Frankreich, die das Paar bis zum Tode von Bill Hays im Jahr 2006 betrieb.

## Familie
Catherine Schell wird oft für eine Angehörige der Schweizer Schauspielerfamilie Schell gehalten, die aber mit ihr nicht verwandt ist.
Über einen deutschen Urgroßvater ist Schell mit Ludwig XIV. von Frankreich (1638–1715), Philippe II. de Bourbon, duc d’Orléans (1674–1723), Regent von Frankreich und Franz I. Stephan, (1708–1765) verwandt.
Ein Onkel war Baron Peter von Schell, der in Ungarn Innenminister war und der im Konzentrationslager Dachau inhaftiert war. Einer ihrer Brüder, Paul von Schell, ist der Witwer von Hildegard Knef.

## Filmographie (Auswahl)
- 1964: Lana – Königin der Amazonen
- 1964: Das Verrätertor
- 1967: Hell Is Empty
- 1967: Geheimauftrag K (Assignment K)
- 1968: Die Vielgeliebte (Amsterdam Affair)
- 1969: Banditen auf dem Mond (Moon Zero Two)
- 1969: Im Geheimdienst Ihrer Majestät (On Her Majesty’s Secret Service)
- 1970: A Family at War
- 1971: Paul Temple (Seltsame Faschingsspiele, Fernsehserie)
- 1972: In den Fängen der Madame Sin (Madame Sin)
- 1972: Napoleon and Love
- 1972: Gene Bradley in geheimer Mission (The Adventurer) (Fernsehserie)
- 1972: Die 2 (The Persuaders) (Fernsehserie)
- 1974: Den Aasgeiern eiskalt serviert (Callan)
- 1974: Die schwarze Windmühle (The Black Windmill)
- 1975: Der rosarote Panther kehrt zurück (The Return of the Pink Panther)
- 1975: Die Füchse (The Sweeney) (Fernsehserie, 1 Folge)
- 1975: Looking for Clancy
- 1975: Mondbasis Alpha 1 (Space: 1999, Fernsehserie)
- 1976: Gullivers Reisen (Gulliver’s Travels)
- 1977: Exposure
- 1979: Der Gefangene von Zenda (The Prisoner of Zenda)
- 1979: Doctor Who (Fernsehserie, 4 Episoden)
- 1980: The Spoils of War (Fernsehserie)
- 1982: The Tale of Beatrix Potter (Fernsehfilm)
- 1982: Das Tal der Abenteuer
- 1983: Detektei Blunt (Agatha Christie’s Partners in Crime) (Fernsehserie, 1 Folge)
- 1983: Jim Bergerac ermittelt (Bergerac) (Fernsehserie, 1 Folge)
- 1984: A Month in the Country
- 1985: Mog
- 1987: On the Black Hill
- 1990: Der Marsch (The March)
- 1992: Clothes in the Wardrobe
- 1993: Piccolo grande amore
- 1994: The Wimbledon Poisoner
- 2020: Dracula